# Pterodactyloidea
Pterodactyloidea (zjednodušeně „okřídlené prsty“) je jedním ze dvou podřádů ptakoještěrů z kladu Novialoidea (druhým je skupina Rhamphorhynchoidea). Do této skupiny patří vývojově nejvyspělejší a také největší zástupci pterosaurů. 

## Popis a význam
Objevili se v období střední jury a od primitivnějších ramforynchoidů je odlišuje krátká ocasní část páteře a dlouhé křídlové metakarpály (kosti přední končetiny).
Většina odvozených druhů již postrádala zuby a měla dobře vyvinuté různé lebeční hřebeny. Vymřeli spolu s neptačími dinosaury na konci období křídy. Do této skupiny patří také vůbec největší známí létající živočichové všech dob, jako byl například Quetzalcoatlus s rozpětím křídel až přes 13 metrů. Řadí se sem také jediný zatím popsaný ptakoještěr, objevený na území České republiky. Tím je druh Cretornis hlavaci.

## Paleoekologie
Podle některých odhadů dokázali největší zástupci této skupiny ptakoještěrů urazit ohromné vzdálenosti. Například zástupci rodu Quetzalcoatlus zvládli pravděpodobně přeletět v rozmezí 7 až 10 dní na vzdálenost kolem 16 000 kilometrů, a to jen s relativně malým výdejem energie.

## Evoluce
Pterodaktyloidi existovali jako vývojová skupina přibližně 100 milionů let (asi od období střední jury před zhruba 162 miliony let). Dlouhou dobu se předpokládalo, že na úplném konci období křídy, tedy krátce před hromadným vymíráním před 66 miliony let, byli pterosauři už pouze vymírající skupinou s velice nízkou biodiverzitou (v podstatě už tehdy měly existovat pouze obří formy specializovaných azhdarchidů, kterým přímo ekologicky nekonkurovali mnohem menší zástupci ptáků). Novější výzkumy z Maroka, USA, Kanady i odjinud ale ukazují, že druhová rozmanitost ptakoještěrů byla v globálním rozsahu stále vysoká i krátce před vymíráním (zhruba v posledním milionu let křídy), a to například i v ekosystémech geologického souvrství Hell Creek, ze kterého známe populární dinosaury, jako je Tyrannosaurus rex nebo Triceratops horridus.

## Systematika
Podle D. Unwina, 2006.
- Řád Pterosauria
  - Podřád Pterodactyloidea
    - Nemicolopterus[6]
    - Nadčeleď Ornithocheiroidea
      - Čeleď Istiodactylidae
      - Čeleď Ornithocheiridae
      - Čeleď Pteranodontidae

    - Nadčeleď Ctenochasmatoidea
      - Cycnorhamphus
      - Feilongus
      - Pterodactylus
      - Čeleď Ctenochasmatidae
        - Elanodactylus
        - Gegepterus
        - Podčeleď Ctenochasmatinae
          - Beipiaopterus
          - Ctenochasma
          - Eosipterus
          - Pterodaustro

        - Podčeleď Gnathosaurinae
          - Cearadactylus
          - Gnathosaurus
          - Huanhepterus
          - Plataleorhynchus

    - Nadčeleď Dsungaripteroidea
      - Germanodactylus
      - Herbstosaurus
      - Kepodactylus
      - Normannognathus
      - Tendaguripterus
      - Čeleď Dsungaripteridae

    - Nadčeleď Azhdarchoidea
      - Čeleď Lonchodectidae[7]
      - Čeleď Tapejaridae
      - Keresdrakon
      - Thalassodromeus
      - Tupuxuara
      - Čeleď Azhdarchidae

- Pterodaktyloidi s nejasným zařazením (incertae sedis)
  - Araripesaurus
  - Mesadactylus
  - Mythunga
  - Puntanipterus
  - Santanadactylus